# قصر الشوق (مسلسل)
مسلسل قصر الشوق هو مسلسل مصري تم انتاجه عام 1988 من بطولة محمود مرسي وشويكار، ومن سيناريو محسن زايد الذي تناول فيها الجزء الثاني (قصر الشوق) من سلسلة ثلاثية نجيب محفوظ، الجزء الأول للمسلسل هو بين القصرين صدر عام 1987.

## قصة
تدور الأحداث حول التاجر أحمد عبد الجواد وزوجته أمينة وأبنائهم فهمي وكمال وخديجة وعائشة بالإضافة لياسين ابنه الأكبر من زوجة سابقة، حيث تتعرض الأحداث لما يدور في هذه العائلة وخاصة علاقة الزوج بزوجته وأبنائه كل هذا أثناء الحرب العالمية الأولى.

## فريق العمل

### بطولة
| - محمود مرسي: السيد أحمد عبد الجواد - هدى سلطان: أمينة - معالي زايد: زنوبة - صلاح السعدني: ياسين عبد الجواد - تيسير فهمي: عائشة عبد الجواد - مديحة حمدي: خديجة عبد الجواد - عايدة كامل: أم مريم | . أسامة طه : كمال - مي عبد النبي: مريم رضوان - نبيل الدسوقي: جميل الحمزاوي - كمال أبو رية: فهمي عبد الجواد - عزيزة حلمي: لطيفة هانم - جمال إسماعيل: محمد عفت - أنور محمد: إبراهيم الفار - محمد توفيق: شيخ وداعية | - سامي مغاوري: خليل شوكت - فاروق الرشيدي: إبراهيم افندى شوكت - هادي الجيار: حسنين - آمال شريف: جليلة العالمة - إيمان حمدي: زينب محمد عفت - هانم محمد: أم حنفي - إعتدال شاهين: أم أمينة | - إمتثال زكي: أم ياسين - سيد صادق: علي عبد الرحيم - محمد إبراهيم: محمد كامل - عادل عطية: الشحات - محمد قاسم: عبده العواد - وسام حمدي: كمال عبد الجواد - شويكار: زبيدة |